# Podział administracyjny Kościoła katolickiego w Nigerii
Podział administracyjny Kościoła katolickiego w Nigerii – w ramach Kościoła katolickiego w Nigerii funkcjonuje obecnie dziewięć metropolii, w których skład wchodzi dziewięć archidiecezji i czterdzieści dwie diecezje. Ponadto istnieje jeden wikariat apostolski podlegający bezpośrednio do Rzymu. 
Jednostki administracyjne Kościoła katolickiego obrządku łacińskiego w Nigerii:

## Obrządek rzymskokatolicki

### Metropolia Abudży
- Archidiecezja Abudży
  - Diecezja Gboko
  - Diecezja Idah
  - Diecezja Katsina-Ala
  - Diecezja Lafia
  - Diecezja Lokoja
  - Diecezja Makurdi
  - Diecezja Otukpo

### Metropolia benińska
- Archidiecezja benińska
  - Diecezja Auchi
  - Diecezja Bomadi
  - Diecezja Issele-Uku
  - Diecezja Uromi
  - Diecezja Warri

### Metropolia Calabar
- Archidiecezja Calabar
  - Diecezja Ikot Ekpene
  - Diecezja Ogoja
  - Diecezja Port Harcourt
  - Diecezja Uyo

### Metropolia ibadańska
- Archidiecezja ibadańska
  - Diecezja Ekiti
  - Diecezja Ondo
  - Diecezja Osogbo
  - Diecezja Oyo

### Metropolia  Jos
- Archidiecezja Jos
  - Diecezja Bauchi
  - Diecezja Jalingo
  - Diecezja Maiduguri
  - Diecezja  Pankshin
  - Diecezja Shendam
  - Diecezja Yola

### Metropolia Kaduna
- Archidiecezja Kaduna
  - Diecezja Ilorin
  - Diecezja Kafanchan
  - Diecezja Kano
  - Diecezja Minna
  - Diecezja Sokoto
  - Diecezja Zaria

### Metropolia Lagos
- Archidiecezja Lagos
  - Diecezja Abeokuta
  - Diecezja Ijebu-Ode

### Metropolia Onitsha
- Archidiecezja Onitsha
  - Diecezja Abakaliki
  - Diecezja Awgu
  - Diecezja Awka
  - Diecezja Enugu
  - Diecezja Nnewi
  - Diecezja Nsukka

### Metropolia Owerri
- Archidiecezja Owerri
  - Diecezja Aba
  - Diecezja Ahiara
  - Diecezja Okigwe
  - Diecezja Orlu
  - Diecezja Umuahia

### Jednostki podległe bezpośrednioRzymowi
- Wikariat apostolski Kontagora

## Obrządek maronicki
- Eparchia Zwiastowania Najświętszej Maryi Panny w Ibadanie